# Paraphrynus intermedius
Espèce
Synonymes
- Hemiphrynus intermedius Franganillo, 1926

Paraphrynus intermedius est une espèce d'amblypyges de la famille des Phrynidae.

## Distribution
Cette espèce est endémique de Cuba. Elle se rencontre vers La Havane.

## Publication originale
- Franganillo, 1926 : Arácnidos nuevos o poco conocidos de la Isla de Cuba. Boletín de la Sociedad entomológica de España, Zaragoza, Madrid, vol. 9, no 3/4, p. 42-68.